# Протокол за динамичко конфигурисање хоста
DHCP  (енгл. Dynamic Host Configuration Protocol или протокол за динамичко конфигурисање рачунара) је скуп правила који омогућава уређајима на рачунарској мрежи да траже и добију ИП адресу од DHCP сервера, дакле да прибави аутоматски дељену адресу и сазна додатне информације као што је адреса његовог рутера за први скок и адреса његовог ДНС сервера. DHCP је у стању да аутоматизује мрежне аспекте, отуда је и назван plug-and-play протоколом.

## Историја
се појавио, као стандардан протокол у октобру 1993. Функционалност DHCP-а је била очигледна у односу, на његову претечу, на старији BOOTP протокол. Због компатибилности DHCP уназад, веома мали број мрежа је наставио да користи чист BOOTP протокол.
У јулу 2003. се појавио још увек нестандардизован DHCPv6 протокол, који функционише у IPv6 окружењу.

## Опис рада
је протокол између клијента и сервера. Клијент је обично рачунар који се прикључује на мрежу и жели да добије информације о конфигурацији мреже и своју ИП адресу.
DHCP сервер је углавном инсталиран на засебном серверу на рачунарској мрежи, мада може бити покренут и на рутеру, који клијентима додељује адресе из унапред одређеног скупа ИП адреса.
Клијентски уређаји могу бити рачунари, мрежни штампачи и мрежни адаптери.
Уз ИП адресу клијенти могу добити и остала мрежна подешавања као што су подразумевани излаз са мреже (default gateway), мрежна маска, адреса DNS сервера и други.
У супротном, да нема DHCP сервера на мрежи, све ове вредности би морале да се уносе ручно. DHCP се стара да све ИП адресе буду јединствене, тј. да нема две исте ИП адресе у мрежи.

### Комуникација сервера и клијента
1. Откривање - Клијентски рачунар (или било који други уређај), уколико нема подешавања за приступ рачунарској мрежи, прво ће пробати да нађе DHCP сервер на мрежи, преко DHCP discovery ( DHCP откривање) пакета који се шаље бродкастом.
2. Понуда - Када DHCP сервер прими DHCP discovery пакет, он на њега реагује одговором који се назива DHCP offer ( DHCP понуда). Сервер у том тренутку резервише једну ИП адресу за клијента.
3. Захтев - Клијент који прими DHCP понуду, новим бродкастом обавештава сервер који му је послао понуду, али и остале DHCP сервере на мрежи, да је добио ту понуду. Клијент шаље DHCP request (захтев за доделу ИП адресе) и у том захтеву наводи од ког сервера то захтева. Остали сервери могу да скину резервацију са ИП адресе коју су му понудили.
4. Потврда - Сервер новим пакетом DHCP acknowledgement шаље клијенту саме потребне мрежне податке. Тиме се завршава процес.

У неким случајевима, клијент може захтевати своју последњу додељену ИП адресу.
Уколико му DHCP сервер одобри тај захтев, он може имати исту адресу и након поновног укључивања (или поновног прикључивања у мрежу).
У пракси је ово врло чест случај, тако да рачунар може дуго времена имати исту ИП адресу на мрежи, иако на њој постоји DHCP сервер.
Уколико клијент захтева ИП адресу, а на мрежи не постоји DHCP сервер, или му ниједан DHCP сервер не може издати адресу, клијент добија адресу из опсега приватних ИП адреса, поступком који се зове аутоконфигурисање.

## Динамичка и статичка ИП адреса
ИП адреса коју сервер додели клијенту се назива динамичка ИП адреса.
Термин супротан овоме је статичка ИП адреса, коју карактерише да је ИП адреса клијента унапред одређена и већ уписана у рачунар.
Microsoft Windows XP користи израз Obtain an IP address automatically за динамичку адресу, а Use the following IP address за подешавање статичке ИП адресе.
Термини динамичка и статичка ИП адреса нису у вези са терминима приватна и јавна ИП адреса. У приватним мрежама постоје и статичке и динамичке адресе. Јавне адресе су углавном статичке, али поједини провајдери интернета могу својим клијентима динамички додељивати јавне ИП адресе.